# Institut Pasteur d'Algérie
L'Institut Pasteur d'Algérie est l'un des centres de recherche du réseau international des instituts Pasteur situé à Alger.

## Missions
L'Institut a pour missions : la réalisation d'analyses et de diagnostics, il assure également la surveillance épidémiologique, la recherche, la formation, la production et l'importation et la distribution des principaux vaccins aux établissements de santé et l'élevage d'animaux de laboratoire qui font l'objet d'expériences.

## Directeurs
- Jean Baptiste Paulin Trolard (1894-1900)
- Edmond Sergent (1900-1910)
- Albert Calmette (1910-1912)
- Edmond Sergent (1912-1962)
- Maurice Béguet (1962-1963)
- Robert Neil (1963-1971)
- Mostefa Benhassine (1971-1986)
- Amar Benaouda (1986-1989)
- Mohamed Chérif Abbadi (1989-1991)
- Fadila Boulahbal (1991-1995)
- Mohamed Tazir (1994-2000)
- Miloud Belkaid (2000-2006)
- Hadj Ahmed Lebres (2006-2009)
- Mohamed Chérif Abbadi (2009)
- Mohamed Tazir (2009-2012)
- Mohamed Mansouri (2012)
- Kamel Kezzal (2012-2016)
- Zoubir Harrat (2016 - mars 2020)[2]
- Fawzi Derrar (depuis mars 2020)[2]